# Марвингт, Мари
Мари́ Марвэн (фр. Marie Marvingt, (20 февраля 1875, Орийак, Канталь — 14 декабря 1963, Нанси) — французский авиатор, спортсменка, медик, журналист. Участница двух Мировых войн. Кавалер ордена Почётного легиона.
Мари Марвэн — пионер авиации во Франции и одна из лучших альпинисток начала XX века — первая женщина, покорившая пики Западных Альп (1903—1910). Была прозвана «невестой опасности». Говорила на 7 языках.

## Биография
Родилась 20 февраля 1875 года в Орийаке. В 1880 году семья переехала в Мец, в 1889 году — в Нанси.
Занималась теннисом, боксом, футболом, хоккеем, гольфом, каноэ, лёгкой атлетикой, альпинизмом, воздухоплаванием (1901 год — первый полёт  на воздушном шаре, 1909 год — в одиночку пересекла пролив Ла-Манш). Была победительницей международного соревнования по стрельбе (1907) и чемпионкой мира по бобслею среди женщин. Совершила велопробег Нанси — Неаполь. В 1910 году награждена золотой медалью Французской академии спорта «за все виды спорта».
С 1910 года — авиатор (вторая женщина-пилот во Франции после Раймонды де Ларош). Установила рекорды 1910 года по продолжительности и дальности полёта. Совершила около 900 безаварийных полётов.
С началом Первой мировой войны вступила в 42-й пехотный полк, выдав себя за мужчину, но была раскрыта и отчислена. Позже — медсестра Красного Креста. С 1915 года — первая женщина-пилот бомбардировщика. Награждена Военным Крестом.
После Первой мировой войны Мари Марвэн работала в Северной Африке в качестве журналиста и медика. Является одним из организаторов Международного конгресса по медицинской авиации 1929 года и одним из учредителей организации «Друзья медицинской авиации». Написала сценарий и осуществила постановку двух документальных фильмов по истории медицинской авиации (1935).
Во время Второй мировой войны работала медсестрой в основанном ею реабилитационном центре для раненных лётчиков.
До конца своих дней оставалась в прекрасной форме — в 80 лет на реактивном самолёте преодолела звуковой барьер, получила лицензию на управление вертолётом, в 86 лет совершила велопробег Нанси — Париж.
Умерла в Нанси 14 декабря 1963 года в возрасте 88 лет.